# Idriz Demirović
Idriz Demirović (alb. Idriz Demiri; ur. 14 marca 1947 w Kravari) – jugosłowiański i czarnogórski duchowny oraz teolog muzułmański narodowości albańskiej, w latach 1976–2003 przewodniczący Wspólnoty Islamskiej w Czarnogórze.

## Życiorys
Ukończył szkołę podstawową we Vladimirze, a w 1967 roku ukończył naukę w medresie w Prisztinie. W 1988 roku ukończył studia na Uniwersytecie w Prisztinie, następnie odbył studia magisterskie w Centrum Międzyuniwersyteckim w Dubrowniku, działającym w ramach Uniwersytetu w Zagrzebiu.
Po odbyciu służby wojskowej w 1969 roku zaczął pełnić posługę imama w Dobrej Vodzie, po trzech latach został przeniesiony do meczetu Omerbašić w Starim Barze. 24 maja 1976 roku podczas posiedzenia Najwyższego Zgromadzenia Wspólnoty Islamskiej w Jugosławii został wybrany na przewodniczącego Wspólnoty Islamskiej w Czarnogórze obejmując stanowisko po zmarłym rok wcześniej Šukriji Bakaloviciu; jednocześnie w latach 1988–1992 przewodził Najwyższemu Zgromadzeniu Wspólnoty Islamskiej w Jugosławii. W związku z rozpadem Jugosławii miał miejsce także rozpad jugosłowiańskiej wspólnoty islamskiej, w wyniku którego 16 października 1994 roku Zgromadzenie Wspólnoty Islamskiej w Czarnogórze przyjęło nową konstytucję, która potwierdziła ciągłość trwania danej organizacji, dzięki czemu Demirović pozostał na swojej funkcji. We wrześniu 2003 roku przeszedł na emeryturę. Jako przewodniczący czarnogórskiej wspólnoty islamskiej zainicjował odbudowę zniszczonych po trzęsieniu ziemi z 1979 roku budynków sakralnych w rejonie Baru i Ulcinja, a pod koniec piastowania stanowiska z jego inicjatywy miała miejsce budowa medresy w miejscowości Donji Milješ.
Autor pracy pod tytułem Sufara: uvod u kur'ansko pismo. Deklaruje bardzo wysoką znajomość języka arabskiego.